# Ácido pantoico
Ácido pantoico é um ácido carboxílico α e γ hidroxilado.
Com a β-alanina, é um dos componentes do ácido pantotênico (vitamina B5), e é encontrado como subproduto da decomposição desta vitamina e nas várias moléculas que são suas precursoras.
Na formação do ácido pantotênico, a carboxila do ácido pantoico se liga à função amida da β-alanina, formando uma ligação amida.